# Tricholathys jacinto
Tricholathys jacinto är en spindelart som beskrevs av Chamberlin och Willis J. Gertsch 1958. Tricholathys jacinto ingår i släktet Tricholathys och familjen kardarspindlar. Inga underarter finns listade i Catalogue of Life.